# Hirsch-Report
Der Hirsch-Report ist ein von Robert Hirsch für das US-Energieministerium erstellter Bericht aus dem Jahr 2005, der sich unter dem Titel Peaking of World Oil Production: Impacts, Mitigation, & Risk Management mit der Wahrscheinlichkeit des globalen Ölfördermaximums (engl. peak oil) befasst. Hirsch sieht dabei die Notwendigkeit, rechtzeitig Maßnahmen zur Abwehr der weltweiten, als „risikoreich“ und „dramatisch“ bezeichneten wirtschaftlichen, sozialen und politischen Folgen zu ergreifen, die mit der Erreichung des globalen Ölfördermaximums einhergehen könnten. Robert L. Hirsch veröffentlichte im Oktober 2005 als Hauptautor des Berichts und wissenschaftlicher Projektleiter der Science Applications International Corporation im kalifornischen San Diego eine Zusammenfassung seiner Erkenntnisse für den Atlantic Council.

Robert Hirsch, 2006

## Einführung
Hirschs Studie zufolge stellt das Erreichen der Erdölförderspitze die US-Wirtschaft vor eine noch nie dagewesene Herausforderung beim Übergang in ein neues Energiezeitalter. Je näher das Fördermaximum rückt, umso dramatischer  die Treibstoffpreise steigen und schwanken (Volatilität) – mit unberechenbaren ökonomischen, sozialen und politischen Folgen (very complicated, non-linear.) Dies werde, sofern keine rechtzeitigen Gegenmaßnahmen erfolgten, zu unvorhersehbaren Entwicklungen führen, auf die man sich nur mit Maßnahmen eines gezielten Risiko- bzw. Notfallmanagements vorbereiten könne. Es gebe zwar Optionen sowohl auf der Nachfrage- wie auf der Versorgungsseite, doch diese müssten, um Wirkung zu erzielen, mehr als ein Jahrzehnt vor der Förderspitze in Kraft gesetzt sein.
In einem Interview für den Le Monde Blog im Sept. 2010 bestätigte Hirsch indirekt Vermutungen, wonach die Befunde seines Berichts dem Ministerium so inopportun erschienen, dass es darüber Stillschweigen anordnete.

## Schlussfolgerungen
- Die weltweite Förderspitze wird kommen
- Das Fördermaximum könnte die US-Wirtschaft teuer zu stehen kommen (Europa ist nicht Gegenstand des Reports)
- Das globale Ölfördermaximum stellt eine nie dagewesene Herausforderung dar (“die abrupt und umwälzend sein wird”)
- Es handelt sich nicht um ein Energie-, sondern um ein Treibstoffproblem, das vor allem den Transportsektor berührt
- Gegenmaßnahmen werden erhebliche Zeit benötigen
- Sowohl die Nachfrage- als auch die Versorgungsseite müssen im Auge behalten werden
- Risiko-Management ist gefragt (Gegenmaßnahmen müssen lange vor Erreichen der Förderspitze einsetzen)
- Maßnahmen der Regierung werden notwendig sein
- Wirtschaftliche Turbulenzen sind vermeidbar (“rechtzeitig erkannt, können die Probleme mit existierender Technologie gelöst werden”)
- Mehr Information der Öffentlichkeit ist nötig.

## Drei Szenarien
- Ein Crash-Programm erst bei Erreichen der Förderspitze wird der Welt über mehr als zwei Jahrzehnte signifikante Versorgungsprobleme mit Treibstoff  bescheren.

- Ein Maßnahmenpaket zehn Jahre vor der Förderspitze wird bedeutende Hilfen ermöglichen, doch es bleibt auch hier eine Versorgungslücke mit Treibstoff für etwa ein Jahrzehnt.

- Ein Crash-Programm zwanzig Jahre vor Erreichen der Förderspitze scheint die Möglichkeit zu eröffnen, Engpässe der vorgenannten Art zu vermeiden.

## Zitat
„Der Charakter des Peak-Oil-Problems ähnelt dem Killer-Asteroid-Problem. Man muss wirklich sofort mit durchgreifendem Handeln beginnen, weil uns die Zeit davonläuft. Es wird viel Zeit und Mühe bedürfen und muss als ein Sofort-Programm angegangen werden, um die Wirkungen zu verringern. Wenn man das Problem langsam angeht, verschwendet man Zeit. Wenn es uns trifft, dann wird die Tragweite so extrem sein, dass die Menschen zusammenarbeiten und Dinge tun, ja Opfer bringen müssen, die weit über das hinausgehen, an was die meisten von uns im Ernst gedacht haben.“

## Umgang mit dem Bericht
Im Februar 2005 war der Bericht kurzzeitig online. Er wurde offline gestellt und erst auf öffentlichen Druck wieder ins Netz gestellt.
Eine 2007 von Hirsch im Rahmen eines Werkvertrags verfasste Nachfolgestudie geht auch ein auf verschiedene Kritikpunkte, etwa seitens des Brancheninformationsdienst CERA an dem ursprünglichen Report und den ihm zugrundeliegenden Thesen.
Hirsch führte eine Reihe von Einschätzungen zum Eintreffen des Maximums auf. 2010 aktualisierte er die Fortführung der Ölproduktion bis 2015.
| Zeitpunkt        | Quelle                            |
| ---------------- | --------------------------------- |
| 2006–2007        | Bakhtiari                         |
| 2007–2009        | Simmons                           |
| Nach 2007        | Skrebowski                        |
| Vor 2009         | Deffeyes                          |
| Vor 2010         | Goodstein                         |
| Um 2010          | Campbell                          |
| Nach 2010        | World Energy Council              |
| 2010–2020        | Jean Laherrère                    |
| 2015             | Oxford University                 |
| 2016             | Energy Information Administration |
| Nach 2020        | CERA                              |
| 2025 oder später | Shell                             |
| Niemals          | OPEC                              |